# Pedrosa del Rey
Pedrosa del Rey település Spanyolországban, Valladolid tartományban. Pedrosa del Rey Castronuño, San Román de Hornija, Morales de Toro, Casasola de Arión, Villalbarba, Mota del Marqués, Villalar de los Comuneros és Torrecilla de la Abadesa községekkel határos. Lakosainak száma 148 fő (2024).

## Népesség
A település népessége az utóbbi években az alábbiak szerint változott:
| Lakosok száma | 232  | 216  | 211  | 205  | 191  | 202  | 193  | 168  | 147  | 148  |
|               | 2001 | 2004 | 2007 | 2009 | 2012 | 2014 | 2017 | 2019 | 2022 | 2024 |